# Агатоник Фатурос
Агатоник (на гръцки: Αγαθόνικος, Агатоникос) е гръцки духовник, митрополит на Китроска, Катеринска и Платамонска епархия от 1985 до 2013 година.

## Биография
Роден е в 1937 година в Егио, Гърция, със светското име Георгиос Фатурос (Γεώργιος Φατούρος). Завършва Богословския факултет на Атинския университет и в 1960 година е ръкоположен за дякон, а в 1964 година – за свещеник. В 1985 година е избран за митрополит на Китроска и Катеринска епархия и като такъв развива значителна интелектуална, социална и благотворителна дейност. Той пръв носи титлата китроски, катерински и платамонски митрополит (Κίτρους, Κατερίνης και Πλαταμώνος). Носи и титлата екзарх на цяла Пиерия (Υπέρτιμος και έξαρχος πάσης Πιερίας).
На 12 декември 2013 година Светият синод на Църквата на Гърция го отстранява от трона, тъй като е в кома и не може да изпълнява задълженията си. Епархията е поета временно от митрополит Игнатий Лариски и Тирнавски. На 27 февруари 2014 година Светият синод избира за митрополит Георгий Хрисостому.
Умира на 10 юни 2024 година.